# Strilčići
Strilčići su naselje u Hrvatskoj u sastavu općine Malinske – Dubašnice. Nalaze se u Primorsko-goranskoj županiji.

## Zemljopis
Nalaze se na otoku Krku. Sjeverozapadno su Sabljići, sjeverno je Sveti Anton, sjeveroistočno su Sveti Ivan, Ljutići i Barušići, jugoistočno je jezero Ponikve, jugozapadno su Poljica i Nenadići.

## Stanovništvo
| broj stanovnika | 39    | 43    | 30    | 35    | 37    | 31    | 23    | 14    | 14    | 12    | 13    | 12    | 5     | 9     | 10    | 3     | 2     |
|                 | 1857. | 1869. | 1880. | 1890. | 1900. | 1910. | 1921. | 1931. | 1948. | 1953. | 1961. | 1971. | 1981. | 1991. | 2001. | 2011. | 2021. |